# Зельвиллер
Зельвиллер (фр. Zellwiller) — коммуна на северо-востоке Франции в регионе Гранд-Эст (бывший Эльзас — Шампань — Арденны — Лотарингия), департамент Нижний Рейн, округ Селеста-Эрстен, кантон Оберне.
Площадь коммуны — 8,79 км², население — 725 человек (2006) с тенденцией к росту: 729 человек (2013), плотность населения — 82,9 чел/км².

## Население
Население коммуны в 2011 году составляло 726 человек, в 2012 году — 729 человек, а в 2013-м — 729 человек.
| 1962 | 1968 | 1975 | 1982 | 1990 | 1999 | 2006 | 2008 | 2011 | 2012 | 2013 |
| ---- | ---- | ---- | ---- | ---- | ---- | ---- | ---- | ---- | ---- | ---- |
| 596  | 621  | 610  | 692  | 675  | 723  | 725  | 727  | 726  | 729  | 729  |

Динамика населения:

## Экономика
В 2010 году из 491 человек трудоспособного возраста (от 15 до 64 лет) 374 были экономически активными, 117 — неактивными (показатель активности 76,2 %, в 1999 году — 75,9 %). Из 374 активных трудоспособных жителей работали 347 человек (183 мужчины и 164 женщины), 27 числились безработными (13 мужчин и 14 женщин). Среди 117 трудоспособных неактивных граждан 45 были учениками либо студентами, 47 — пенсионерами, а ещё 25 — были неактивны в силу других причин.

## Достопримечательности (фотогалерея)

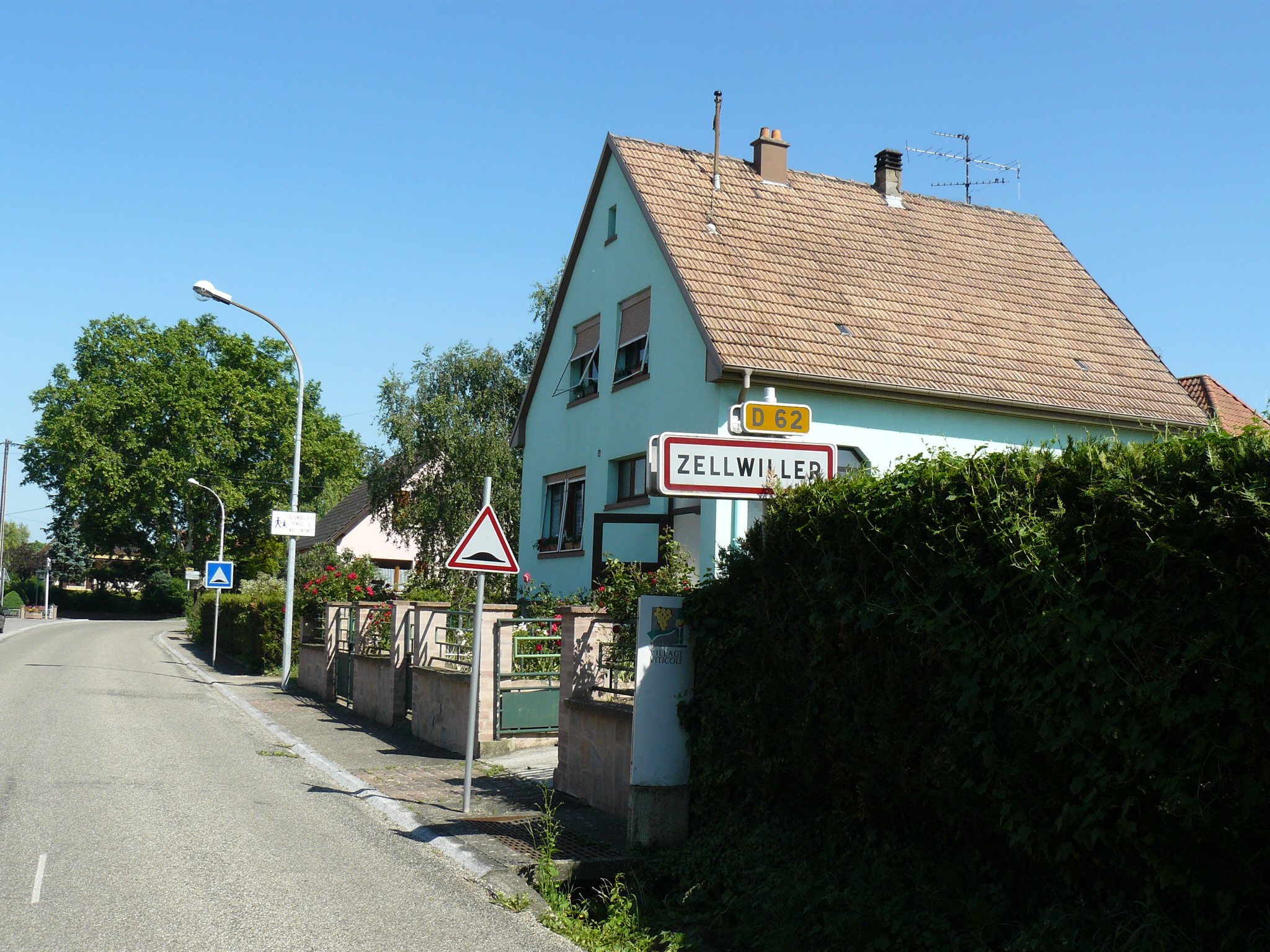
На въезде в коммуну
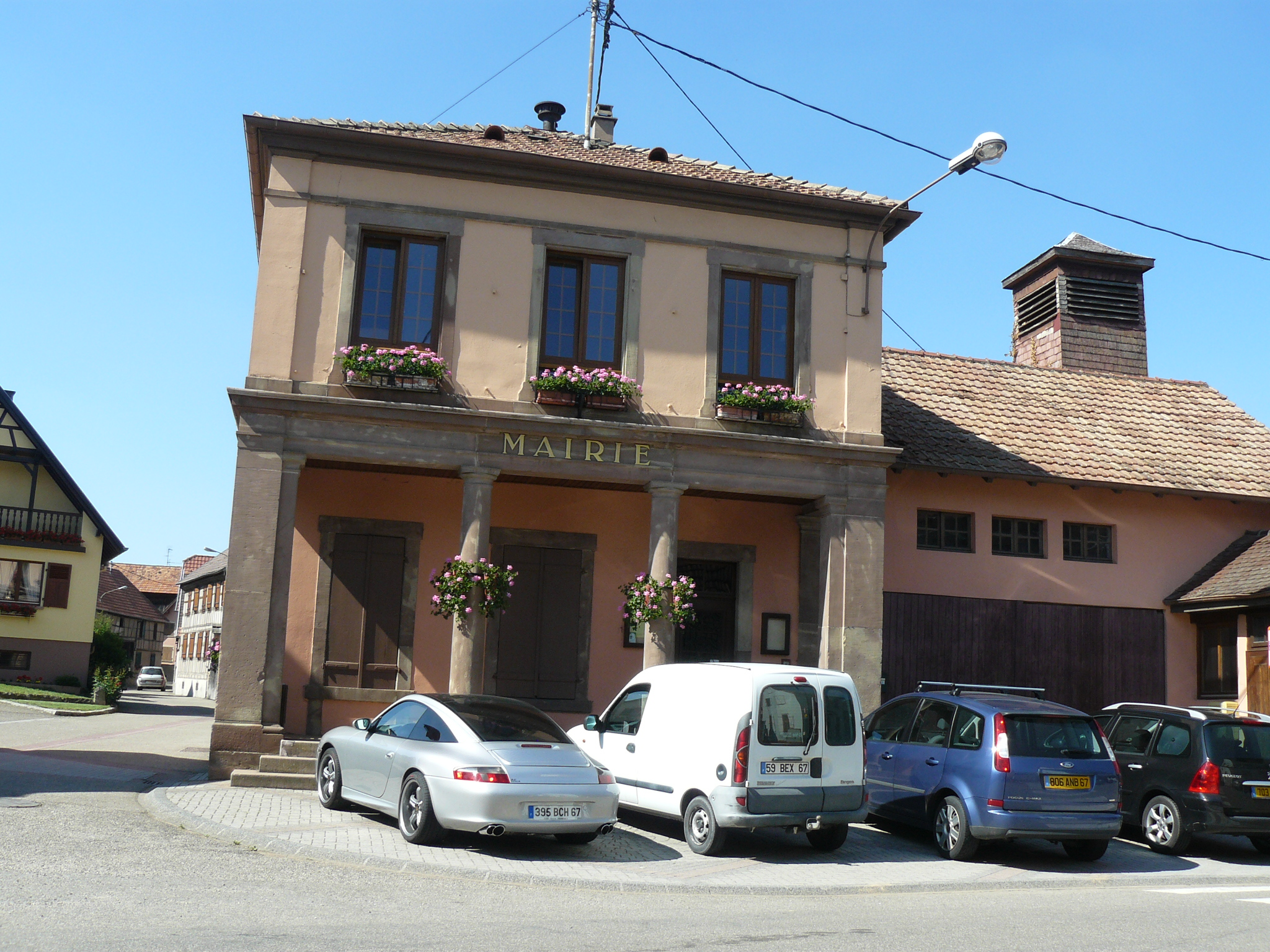
Здание мэрии
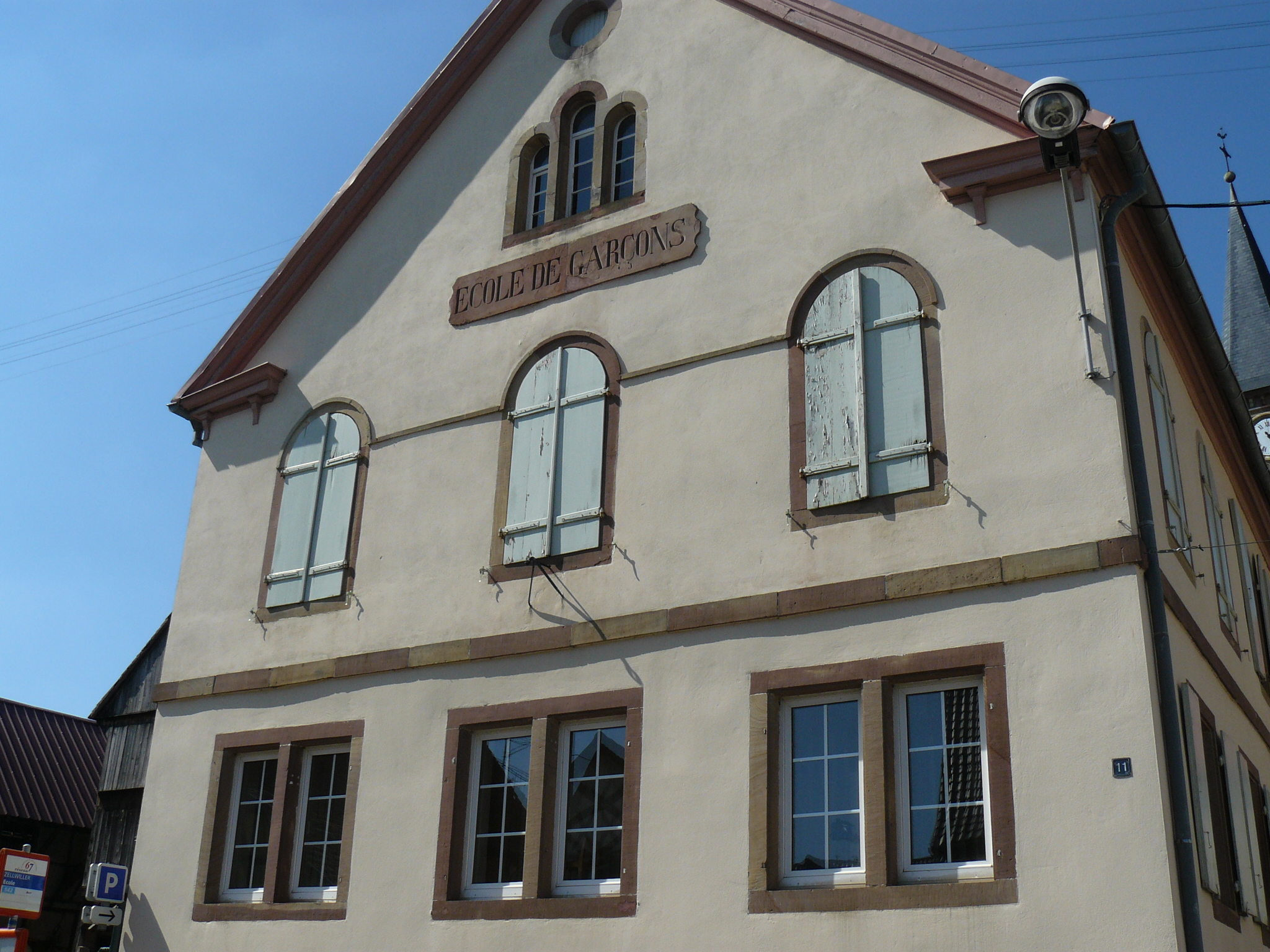
Здание школы для мальчиков
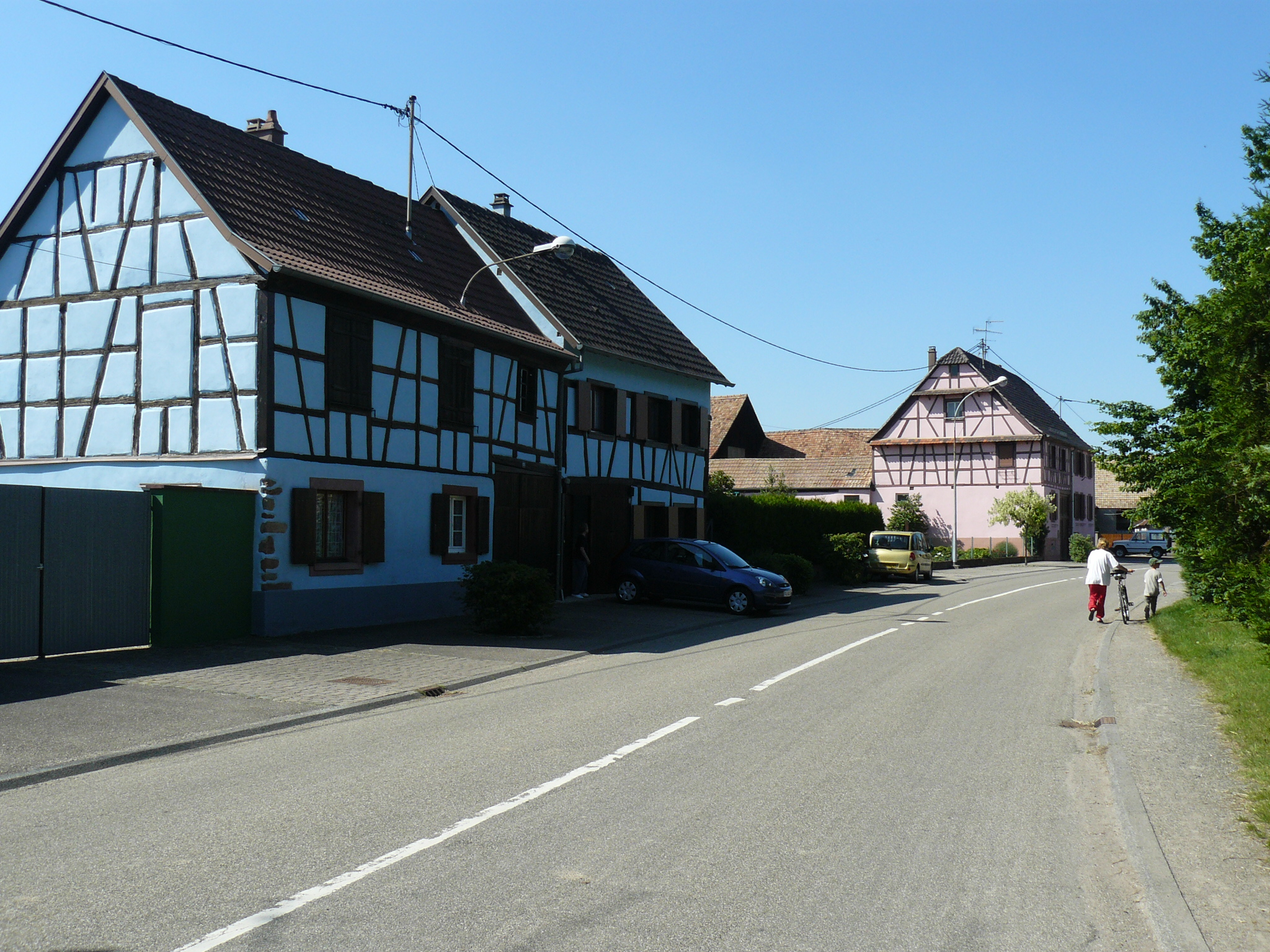
Фахверковые дома на главной улице
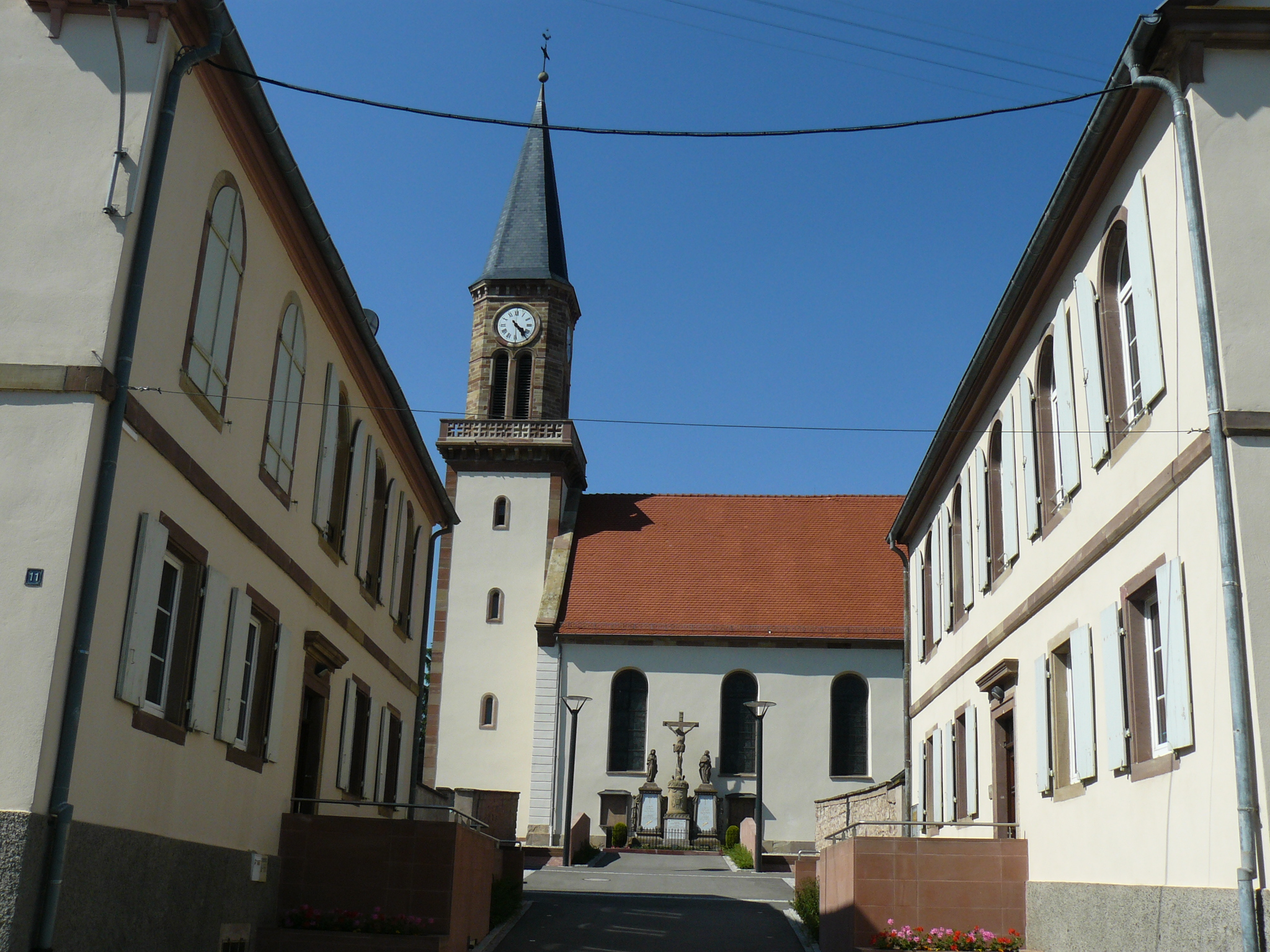
Церковь Сен-Мартен
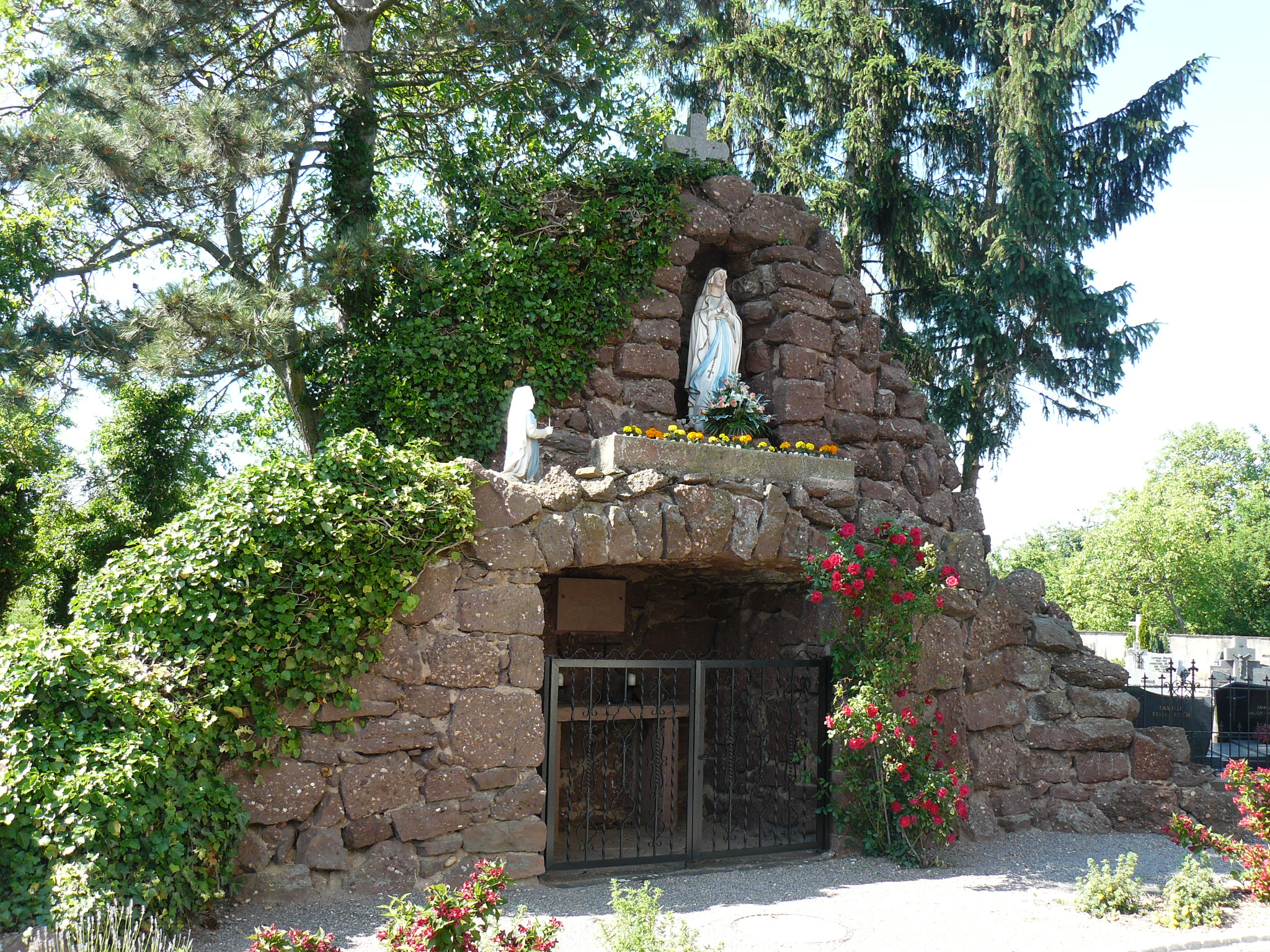
Грот богоматери в Лурде
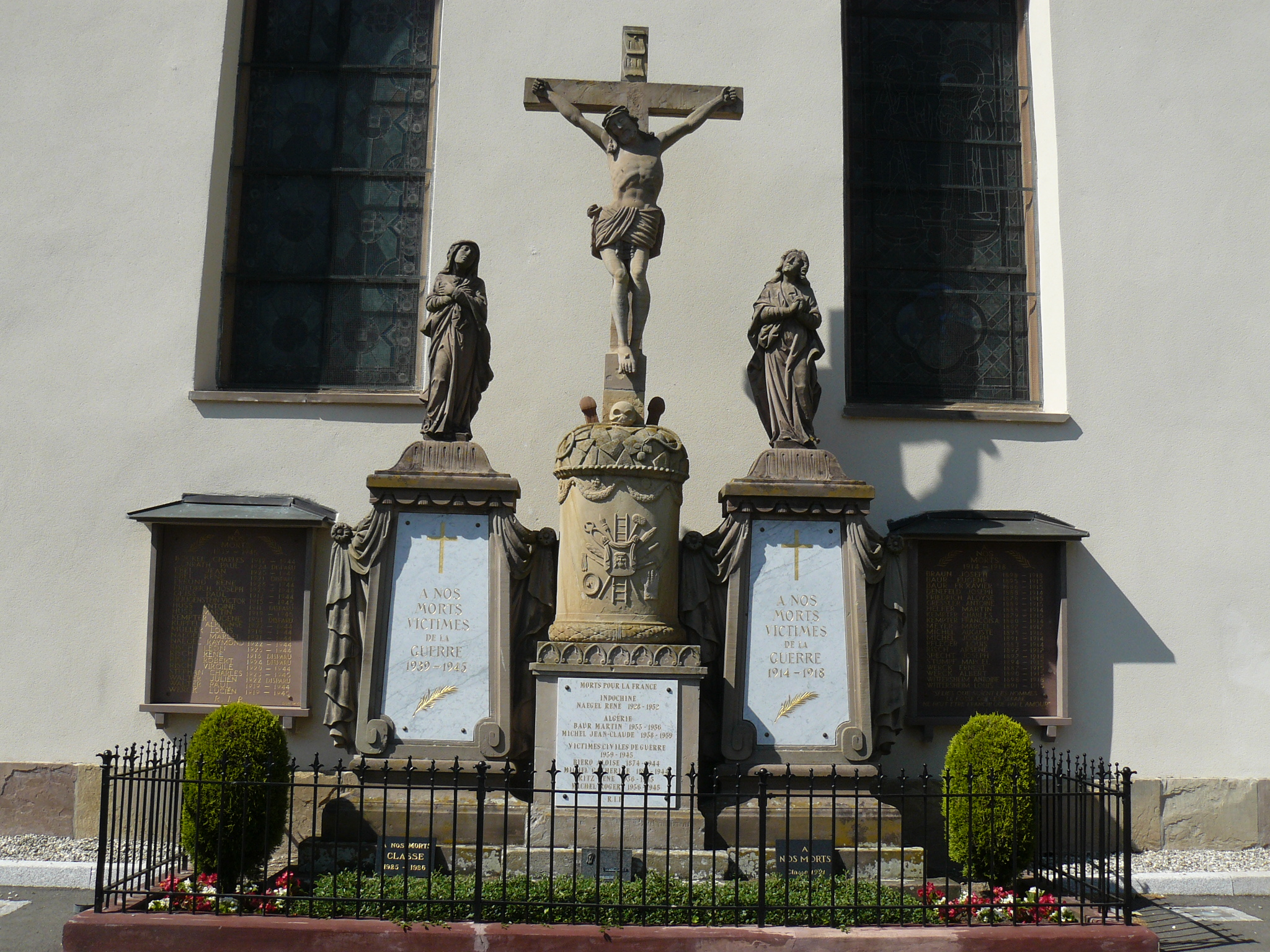
Распятие